# 분만

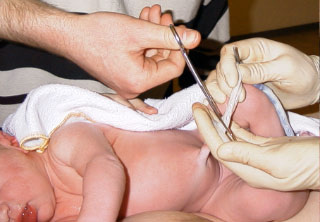
신생아의 탯줄을 자르는 모습

일상적인 분만 과정.

분만(分娩) 또는 해산(解産) 또는 출산(出産)은 인간을 포함한 포유류가 임신 후에 자궁 밖으로 새끼를 내보내어 어미의 몸에서 분리시키는 것을 말한다.
인간의 자연 분만 과정은 자궁경부가 짧아지고 벌어지는 1단계, 태아가 내려와 태어나는 2단계, 그리고 태반의 분리가 이뤄지는 3단계로 나뉜다. 분만의 과정은 고통스러우며 산모가 사망할 위험이 있다.
분만과 같은 뜻으로 쓰이는 출산(出産)이라는 말은 일본어투 생활 용어로, 국립국어원은 출산을 '해산'으로 순화해 쓰도록 권장하고 있다.
임산부는 임신한 여자인 임부(임신부)와 갓 출산한 여자인 산부(산모)를 합쳐서 부르는 말이다.

## 시기
사람의 분만은 임신 후 37주 ~ 42주 사이에 이루어지는 게 대부분이며, 이를 '정상 분만'이라고 한다. 산모의 약 80%는 임신 후 38주 ~ 41주 사이에 분만하는데, 이는 포유류 중에서는 소의 임신기간과 거의 같다.
산모가 임신 37주가 되기 전에 아이를 낳는 것을 조산(早産)이라고 하고, 42주가 지나서 아이를 낳는 것은 과숙 분만(過熟分娩)이라고 한다.

## 현황
대한민국 통계청 자료에 따르면, 대한민국에서 2013년 한 해 동안 태어난 신생아 중 93.32%가 임신 37주 ~ 41주 6일 사이에 태어났다.
- 임신 37주 미만 : 6.47%
- 임신 37주 ~ 37주 6일 : 9.27%
- 임신 38주 ~ 38주 6일 : 25.68%
- 임신 39주 ~ 39주 6일 : 28.61%
- 임신 40주 ~ 40주 6일 : 24.22%
- 임신 41주 ~ 41주 6일 : 5.54%
- 임신 42주 이상 : 0.21%

## 과정

### 진통
분만일이 되면 임산부는 자궁의 수축을 느끼게 된다. 자궁의 수축은 점차 빨라지고 강도가 세져 진통을 수반하게 된다. 분만이 임박하게 되면 시간당 6회 이상의 진통이 찾아오고 자궁경부가 열린다.

### 분만
자궁경부가 열리고 진통이 더욱 커지면 열린 자궁경부를 통해 양수가 나오고 태아가 자궁 밖으로 나오기 시작한다. 강한 자궁 수축에 의해 태아는 산모의 몸 밖으로 나온다. 대부분의 포유류는 태반과 함께 탯줄이 스스로 떨어지지만, 인간은 탯줄을 잘라줘야 한다.

#### 분만 직전
진통이 일어나기 전부터 자궁부가 열리기 시작한다.
최종 월경으로부터 대략 40주경, 분만한다. 분만이 이루어지면 자궁이 주기적으로 수축을 반복하기 시작한다. 자궁의 수축은 처음에는 약하고 느리게 진행되다가 점점 강도와 빈도를 더해간다. 자궁의 정기적인 수축이 10분간격, 또는 1시간에 6회가 된 시점에서는 진통이라고 한다. 자궁의 수축으로 태아의 머리가 자궁경부를 점점 밀려서 들러가려고 한다. 수축을 반복할 때에, 태포의 난막이 깨지고 양수가 나온다. 산도가 직경 10 cm로 열리고 진통 이후에 태아는 질을 통해서 모체로부터 나온다.

#### 정상 분만
경산부는 약 6시간에서 1시간 10분, 초산부는 12시간에서 2시간 20분정도 걸린다.
분만 제1기
분만 제1기는 분만이 시작될 때부터, 태아가 자궁경부를 열 때까지다. 개구기라고 한다.
분만 제2기
분만 제2기는 질에서 태아가 나올 때까지다. 만출기라고 한다.
분만 제3기
분만 제3기는 태아가 완전히 나오면서부터 태반이 나올 때까지다. 제3기에 의해 불필요해진 태반은 몇분 뒤에 자궁에서 떨어져 나온다. 후산기, 후산이라고 한다.

## 종류
인간의 분만은 생물학적인 현상임과 동시에 사회 현상으로 문화의 영향을 크게 받는다. 예로부터 문화에 따라 다양한 방식의 분만이 있어 왔다.

### 자연 분만
산파나 의사의 도움을 받아 별다른 조치 없이 아이를 낳는 방법이다. 많은 문화권에서 자연 분만은 산모가 누워있는 상태에서 아이를 낳으나, 앉아서 낳는 문화도 있다.

### 제왕 절개
산부인과의 수술을 통해 분만하는 방법이다.

### 수중 분만
최근 산모의 고통을 덜기 위해 시도되고 있는 여러 가지 분만 방식 중 하나로, 물 속에서 아이를 낳는 방식이다.

## 같이 보기
- 임신
- 분만겸자
- 분만 의자
- 조산
- 과숙 분만
- 산욕
- 산후조리
- 산후우울증